# Кириченко Ігор Іванович
Ігор Іванович Кириченко — полковник медичної служби Збройних сил України, учасник російсько-української війни, що відзначився під час російського вторгнення в Україну в 2022 році, провідний терапевт Військово-медичного клінічного центру Північного регіону, Заслужений лікар України, кандидат медичних наук.
Військовий лікар-кардіолог. У 2017 році — виконуючий обов'язки провідного терапевта штабу АТО.

## Нагороди та звання
- орден Данила Галицького (2022) — за особисту мужність і самовіддані дії, виявлені у захисті державного суверенітету та територіальної цілісності України, вірність військовій присязі[2].